# Li Xiaopeng (Turner)
Li Xiaopeng, 李小鹏, Lǐ Xiǎopéng, (* 27. Juli 1981 in Changsha, Hunan) ist ein chinesischer Kunstturner.

## Leben
Li trainierte zunächst ab 6 Jahren an einer Sportschule in Hunan und wurde ab 12 Jahren Mitglied des Provinzteams Hunan bei den Turnern. Mit 15 Jahren wurde er in das Nationalteam der Chinesen geschickt.
Sein Paradegerät ist der Barren, er erzielte jedoch auch große Erfolge am Sprung. Zwischen 1997 und 2008 gewann er zahlreiche nationale und internationale Wettkämpfe im Turnen. 2000 gewann er bei den Olympischen Sommerspielen 2000 in Sydney Gold mit der Mannschaft sowie im Einzel am Barren. Bei den Olympischen Sommerspielen 2004 in Athen erreichte Li Bronze am Barren und ihm gelang bei den Olympischen Sommerspielen 2008 in Peking die Goldmedaille im Einzel am Barren sowie Gold im Team der chinesischen Turner.
Bis heute war Li achtmal Weltmeister im Turnen, häufiger als jeder andere Turner in China. Darunter fallen zwei Titel am Barren, drei am Sprung sowie drei mit der Mannschaft. Auch am Boden gewann Xiaopeng eine Weltmeisterschaftsbronzemedaille sowie einen Weltcup.